# 新宿文化昆特大厦

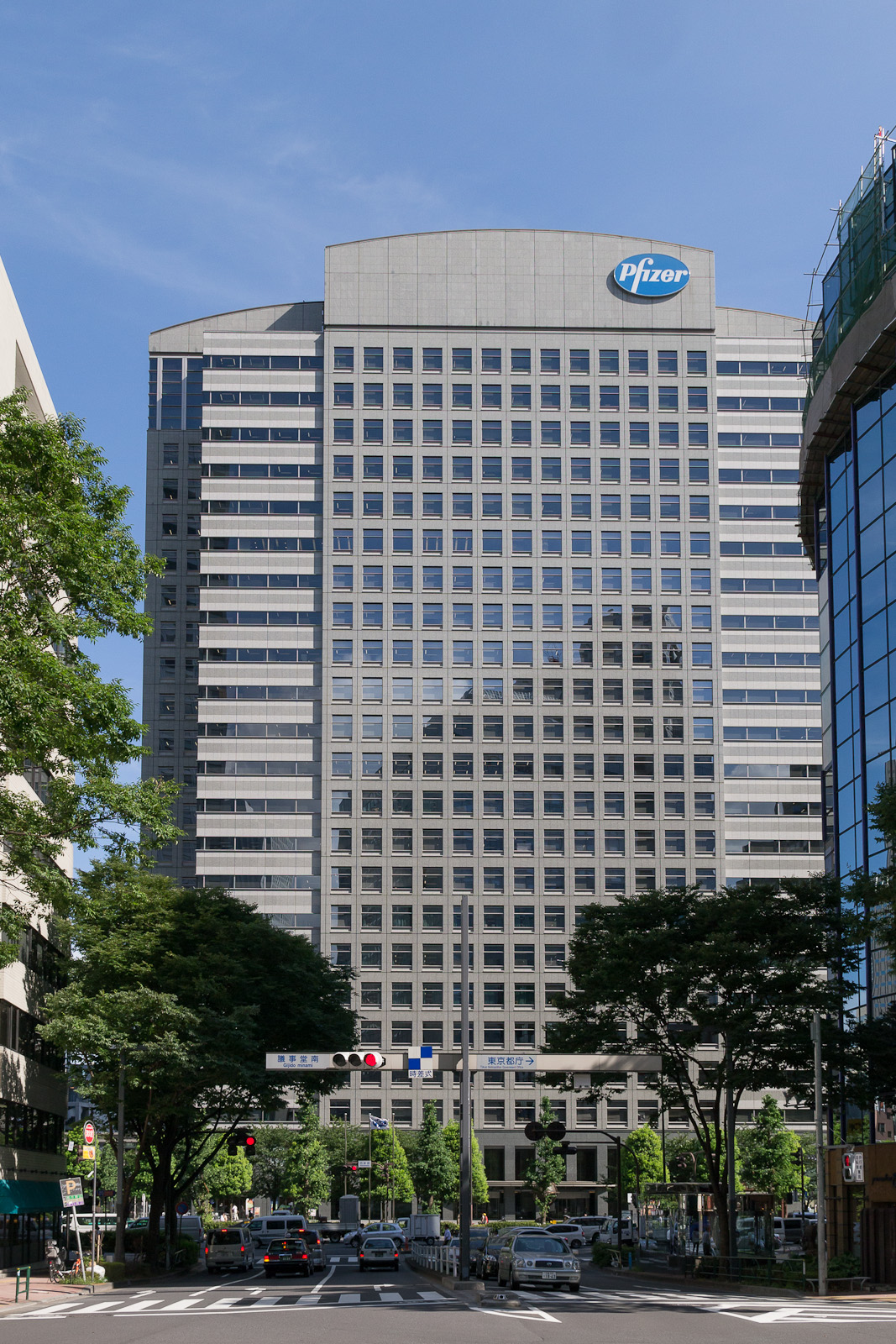
文化昆特大厦

新宿文化昆特大厦是位于东京涩谷区代代木甲州高速公路沿线的一栋摩天大楼。 “昆特”意为“五”，因为该大楼的设置母体是五家企业而得名，其中主要的建设者是日本文化学园。该大厦由住友不动产经营。一般被人们称为昆特大厦。
大厦位于文化服装学院旁边，正门有一个铜色的地球仪。大厦高层的外墙带有该大厦主要租户辉瑞制药公司的标志。
除大公司等租户外，文化学园附属文化学园服饰博物馆入住该大厦一楼。大厦西侧紧邻文化学园旗下的文化服装学院和文化外国语专门学校。

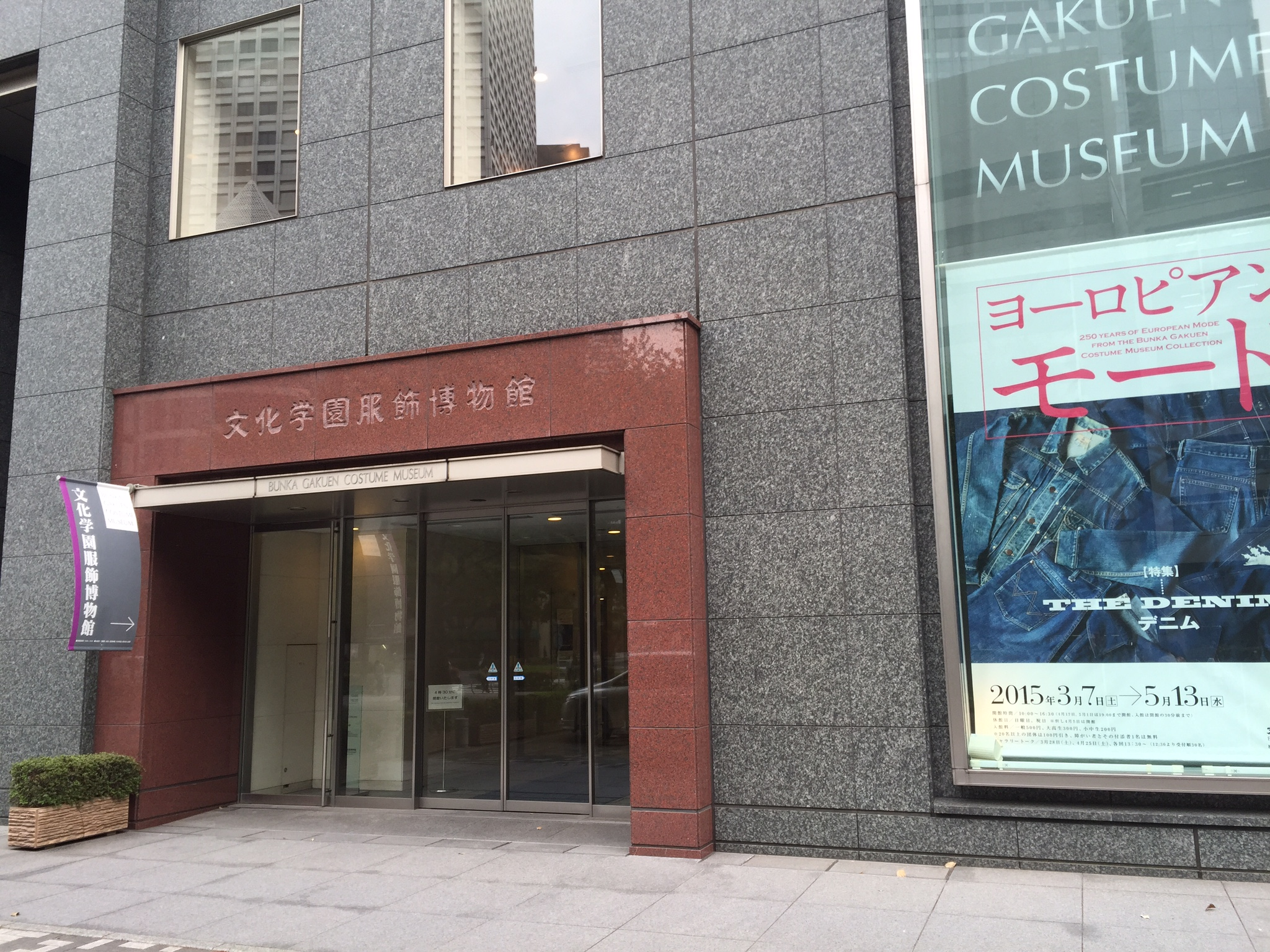
文化学园服饰博物馆